# East Rennell
East Rennell is het oostelijk gedeelte van de atollen Rennell-Bellona, die onderdeel uitmaken van de Salomonseilanden. De atol bestaat uit koraal, dat voornamelijk begroeid is met bomen, en omsluit het meer Lake Tegano, dat voorheen een lagune was. In 1998 is East Rennell door de UNESCO op de werelderfgoedlijst geplaatst, en sinds 2013 bedreigd.